# Рединг (Масачусетс)
Рединг (енгл. Reading) насељено је место без административног статуса у америчкој савезној држави Масачусетс.

## Демографија
По попису из 2010. године број становника је 24.747, што је 1.039 (4,4%) становника више него 2000. године.
| Група             | 2000.          | 2010.          |
| Белци             | 22.721 (95,8%) | 22.877 (92,4%) |
| Афроамериканци    | 86 (0,4%)      | 188 (0,8%)     |
| Азијати           | 525 (2,2%)     | 1.031 (4,2%)   |
| Хиспаноамериканци | 200 (0,8%)     | 378 (1,5%)     |
| Укупно            | 23.708         | 24.747         |